# Крестовоздвиженская церковь (Кронштадт)
Ру́сско-эсто́нская це́рковь Воздви́жения Креста́ Госпо́дня — ныне недействующая православная (ранее англиканская) церковь в Кронштадте. 14 декабря 2017 года был основан приход Санкт-Петербургской епархии Русской православной церкви, входит в состав Кронштадтского благочиннического округа. Настоятель — иерей Аполлинарий Мельник.

## Английская церковь
Храм был построен в 1819—1822 годах по проекту неизвестного архитектора общиной проживавших в Кронштадте англичан. Богослужения в ней совершались до 1902 года, когда, в связи с уменьшением количества англичан, они были прекращены. Община решила продать эту церковь с участком с условием, что в здании будет устроен или храм, или дом для религиозных собеседований.

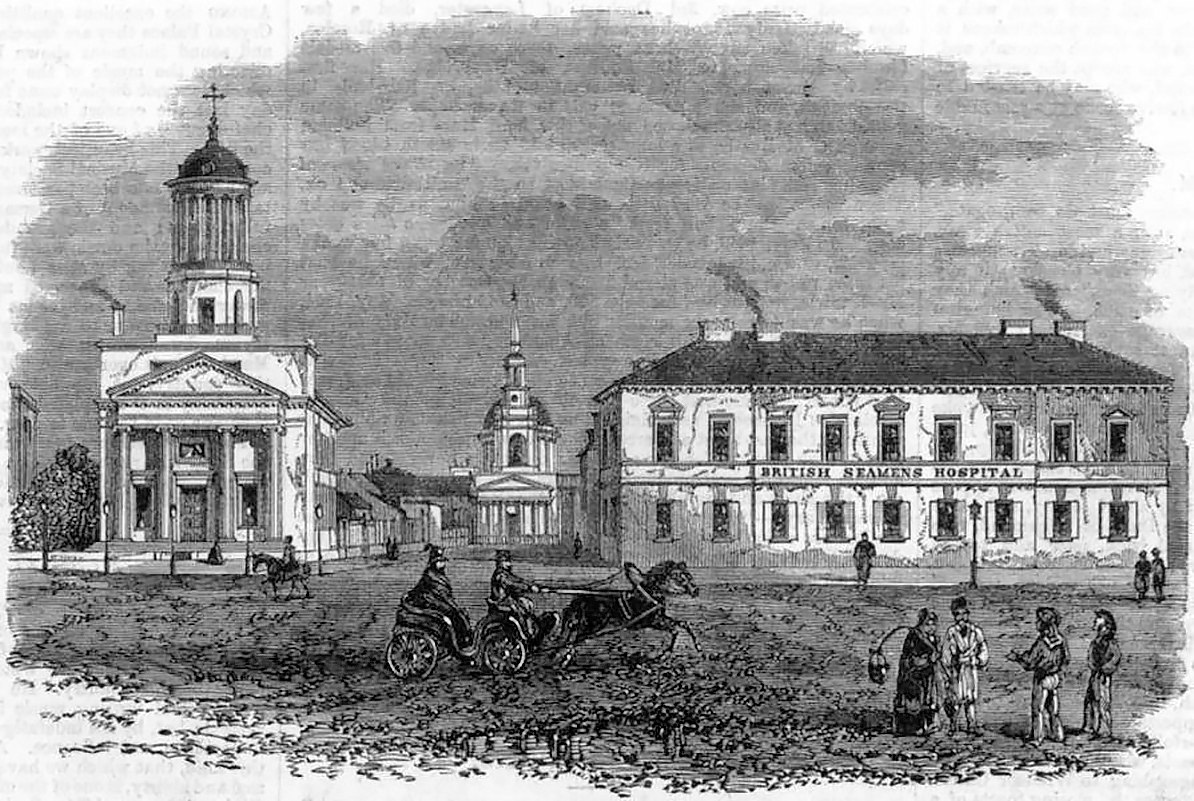
Англиканская церковь и Британский госпиталь для моряков в Кронштадте (середина XIX века)

## Эстонская церковь
К началу XX века в Кронштадте проживала многочисленная эстонская община. В 1888 году община получила свой приход, но собственной церкви православные эстонцы не имели, и богослужение для них совершалось нерегулярно в разных храмах. При этом в великие праздники, в связи с занятостью храмов, часто возникала ситуация, когда эстонцы оставались без богослужения на их родном языке.
В глазах приписного священника Кронштадтского Андреевского собора будущего настоятеля Крестовоздвиженской церкви Николая Симо такое положение эстонской общины Кронштадта и Петергофа было нежелательным. Первоначально предполагалось построить новое здание. В помощь общине потомственный почётный гражданин Н. А. Туркин выделил средства на строительство, а проект храма был выполнен архитектором А. И. фон Гогеном. Однако недостаток средств и долгое согласование выделения участка не позволили осуществиться этому проекту.
В результате 4 (17) июля 1902 года Н. А. Туркин приобрёл на собственные средства здание англиканской церкви и прилегающий к ней участок на углу Андреевской и Александровской улиц и 7 (20) июля пожертвовал их Кронштадтскому эстонскому обществу. На средства Н. А. Туркина здание было приспособлено под православный храм. 1 (14) декабря 1902 года церковь была освящена о. Иоанном Кронштадтским, а её настоятелем стал о. Николай Симо.
29 октября (10 ноября) 1906 года епископ Нарвский Антонин (Грановский) совершил в храме освящение второго придела во имя преподобного Серафима Саровского.
С 1917 года храм был приписан к Андреевскому собору.

## После революции
В 1921 году в связи с арестом протоиерея Николая, церковь была закрыта на несколько месяцев. Однако верующим удалось добиться открытия храма. Окончательно церковь была закрыта в 1931 году.
После закрытия колокола и церковная утварь были сданы в металлолом. Ларец с мощами, находившийся под престолом, был передан антирелигиозному музею. Само здание перешло в ведомство отдела коммунального хозяйства и было перестроено под общежитие. Колокольня и главка были разобраны, а в 1953-1955 годах церковный зал разделен на два этажа.

## Архитектура и убранство

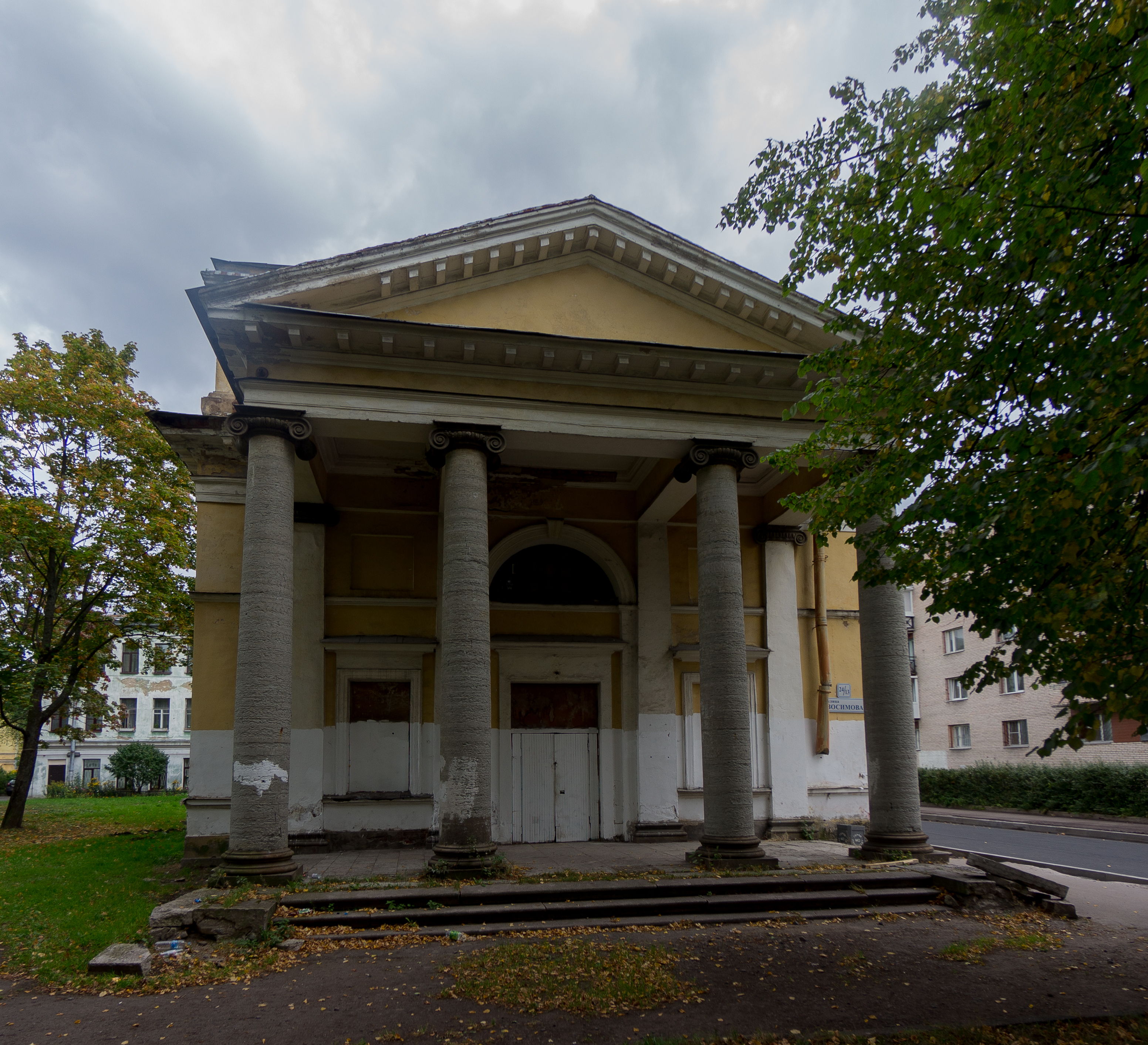
Фасад

Каменная церковь была рассчитана на 1000 человек. Здание было оштукатурено, построено на плитяном цоколе. К церкви была пристроена каменная колокольня с колоннадой на третьем ярусе. Над алтарной частью при перестройке была возведена главка.
Внутренний зал высокий, двухсветный. Алтарь был расписан живописью. На северной стороне алтарной абсиды были написаны заповеди, Символ веры и молитва «Отче наш» на английском языке.
В алтаре был мраморный пол, под которым находился ларец с частицами святых мощей.
До настоящего времени здание сохранилось без значительных переделок фасадов.

## Духовенство
| Настоятели общины и прихода за всю историю | Настоятели общины и прихода за всю историю          |
| Даты                                       | Настоятель                                          |
| ------------------------------------------ | --------------------------------------------------- |
| 1883—1888                                  | священник Карп Тийзик                               |
| 1888 — 14 (26) октября 1897                | священник Адам Сиймо                                |
| 23 ноября (5 декабря) 1897 — 1921          | протоиерей Николай Адамович Сиймо (1875—1937)       |
| 1921—…                                     | период закрытия                                     |
| … — …                                      | …                                                   |
| февраль 1927 — октябрь 1931                | протоиерей Сергий Иванович Георгиевский (1883—1937) |
| 1921—2017                                  | период закрытия                                     |
| 14 декабря 2017 — настоящее время          | иерей Аполлинарий Викторович Мельник (род. 1983)    |